# Cirrhilabrus rubrisquamis
Cirrhilabrus rubrisquamis Randall & Emery, 1983 è un pesce d'acqua salata appartenente alla famiglia Labridae che proviene dall'ovest dell'oceano Indiano.

## Distribuzione e habitat
Proviene dalle barriere coralline delle isole Chagos e delle Maldive, nell'oceano Indiano. Solitamente nuota tra i 40 e i 50 m di profondità in zone ricche di coralli, solitamente con fondo sabbioso.

## Descrizione
Presenta un corpo compresso lateralmente, allungato e con la testa dal profilo leggermente appuntito. La pinna caudale non è biforcuta. La lunghezza massima registrata è di 7, 2 cm.
Le femmine sono rosate o tendenti all'arancione con gli occhi grandi, gialli od arancioni, e delle sottili striature dello stesso colore tra essi. Le pinne sono trasparenti, e la testa ha un profilo più appuntito che nei maschi.
I maschi adulti sono rosa con la colorazione molto più intensa sulla testa. Il ventre è violaceo, e anche la pinna dorsale e la pinna anale, non particolarmente alte.

## Riproduzione
Come tutti i congeneri è oviparo e non ci sono cure nei confronti delle uova.

## Conservazione
Questa specie viene classificata come "dati insufficienti" (DD) dalla lista rossa IUCN perché viene a volte catturata per essere allevata in acquario ma non ci sono abbastanza informazioni su questa possibile minaccia.